# Synthia
Synthia è il terzo album in studio del gruppo musicale indie rock australiano The Jezabels, pubblicato nel 2016.

## Tracce
1. Stand and Deliver – 7:29
2. My Love Is My Disease – 4:29
3. Smile – 4:51
4. Unnatural – 4:54
5. A Message from My Mothers Passed – 5:19
6. Come Alive – 5:47
7. Pleasure Drive – 5:20
8. Flowers in the Attic – 4:25
9. If Ya Want Me – 4:15
10. Stamina – 7:09

## Formazione
- Hayley Mary - voce
- Heather Shannon - tastiera
- Nik Kaloper - batteria
- Samuel Lockwood - chitarra